# أولد بويز
أولد بويز أو الصبية الكبار (بالإنجليزية: The Old Boys)‏ هي رواية كوميدية كتبها المؤلف الإنجليزي الايرلندي ويليام تريفور، نُشرت لأول مرة في عام 1964.
تتعلق القصة بمجموعة من كبار السن في مجلس مجتمع للمسنين لمدرسة عامة إنجليزية غير مسماه، وسياسة القوة والتنافسات القديمة التي ظهرت أثناء انتخاب رئيس جديد لجمعية الاولاد المسنين. 
طور المسنون لأنفسهم طرقًا مختلفة للتكيف مع التقاعد والوحدة وخيبات أمل الحياة، لكنهم جميعًا مهتمون بشدة بمدرستهم القديمة، لكن ليس أكثر من جربي، الذي يرغب ويتوقع أن يتم انتخابه رئيسًا جديدًا لكنه يشعر بالقلق إزاء احتمال معارضة نوكس، والذي يكون شريكه المثلي السابق.